# Antonio Solario

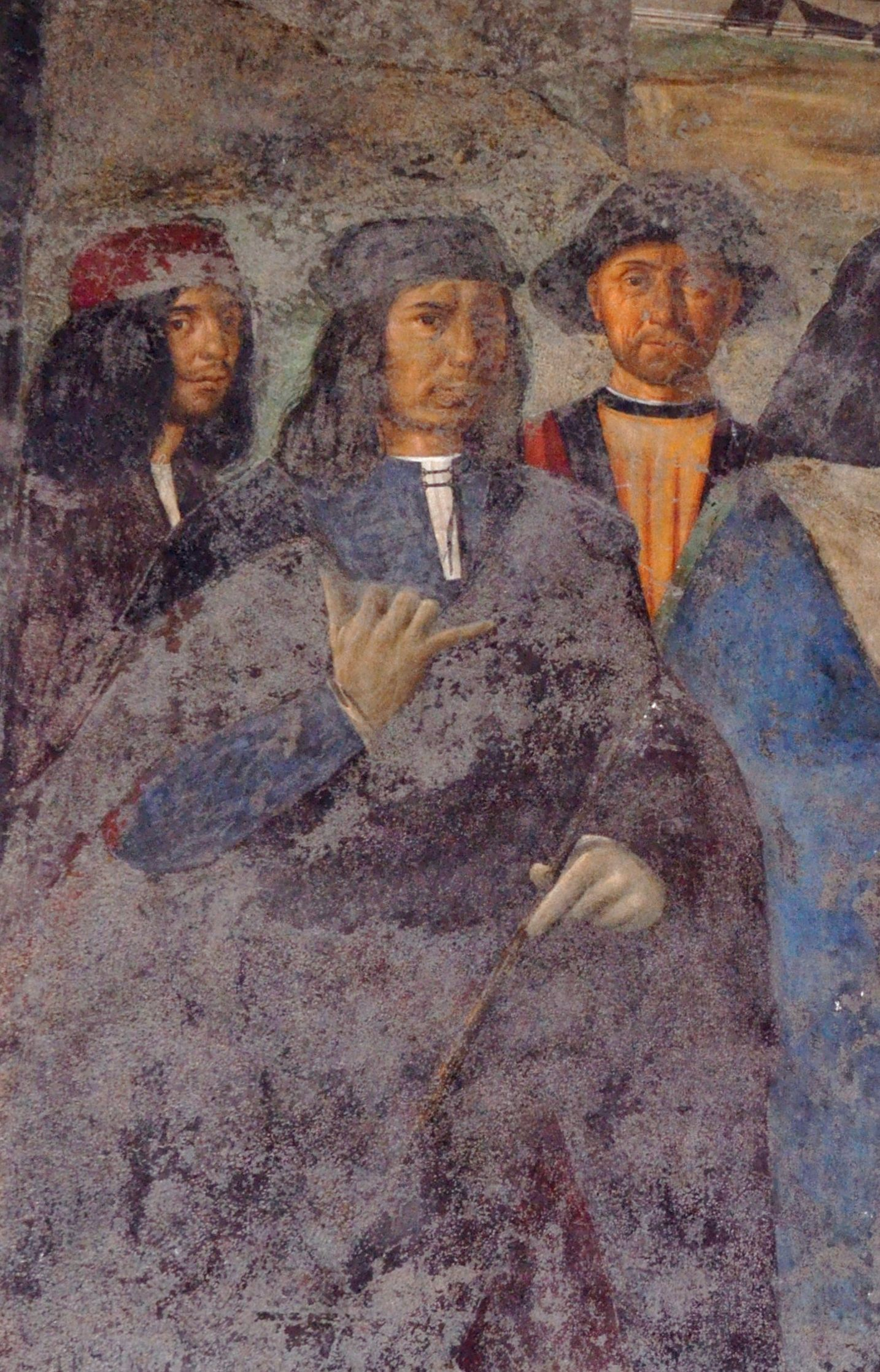
Selbstbildnis von Antonio Solario und zwei Assistenten in der Szene Der heilige Benedikt empfängt den heiligen Maurus und den heiligen Placidus als Kinder. Fresko aus den Geschichten aus dem Leben des Heiligen Benedikt im Kreuzgang der Kirche der Heiligen Severinus und Sossios, Neapel um 1515

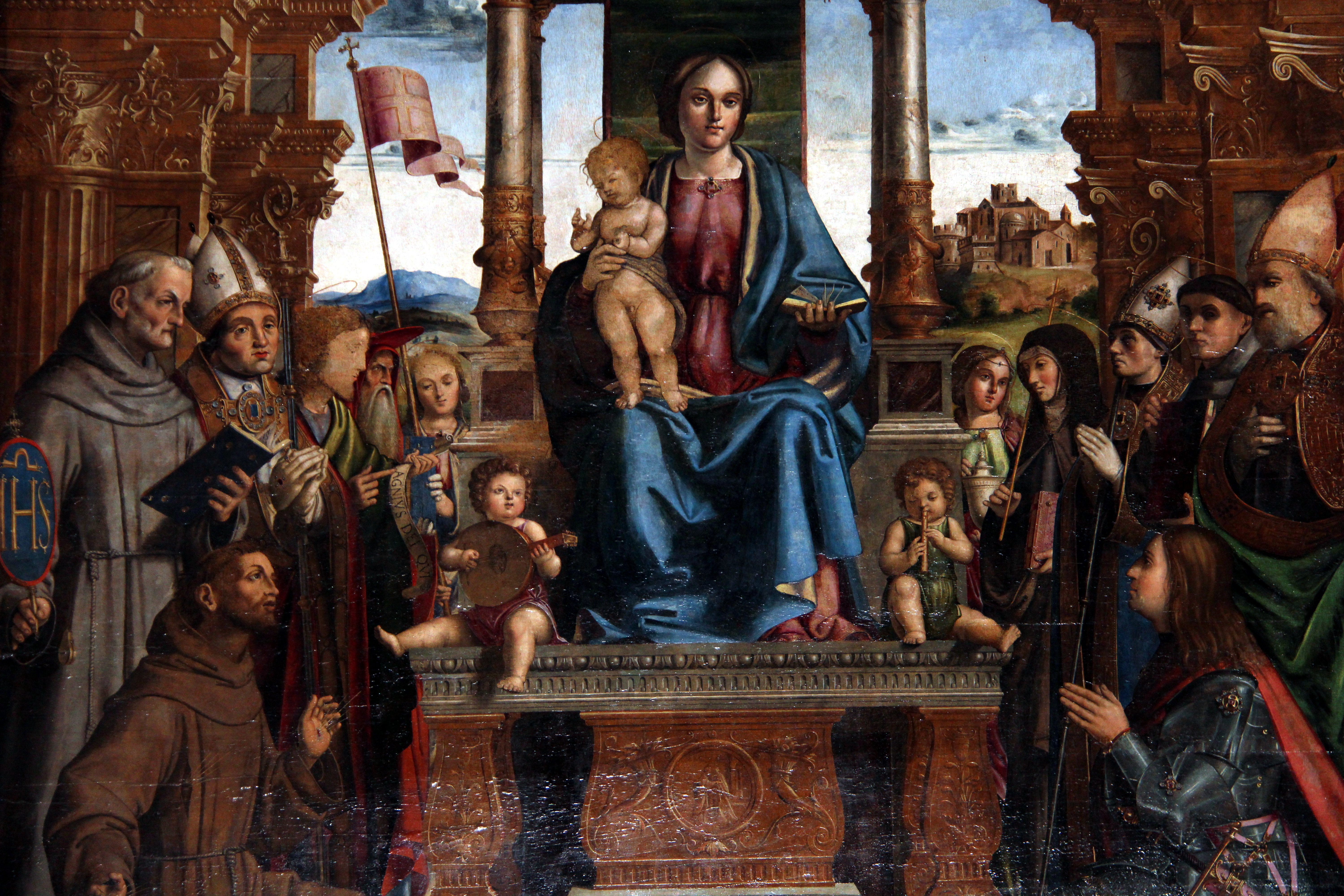
Antonio Solario, Madonna mit Kind inmitten von Heiligen und Hauptmann Boccolino di Guzzone da Osimo. Basilika San Giuseppe da Copertino, Osimo 1503

Antonio Solario, genannt lo Zingaro (* um 1465 in Venedig; † 1530 in Neapel), war ein italienischer Maler der Renaissance in der Venezianischen Malerei, der vor allem in den Marken, Neapel und England tätig war.

## Leben
Informationen über das Leben und die Aktivitäten von Solario sind sehr spärlich und unsicher, sogar sein Geburtsort und -datum sind umstritten, aber wahrscheinlich wurde er in Venedig geboren und ausgebildet, wo er das Withypool-Altarretabel Antonius Desolario, Venetus 1514 signierte. Dieses Werk und andere Verweise auf Werke in England von John Leland, einige Jahrzehnte später, zeugen von einem dortigen Besuch des italienischen Malers. Das Altarbild befindet sich heute im Bristol Museum & Art Gallery, eine Madonna mit Kind in der National Gallery in London.
Zwischen 1502 und 1506 ist seine Tätigkeit in den Marken dokumentiert, wo er seine Technik mit den Einflüssen der Umbrisch-Märkischen Schule bereicherte, was sich auch in dem Freskenzyklus mit Geschichten des Heiligen Benedikt (vielleicht sein wichtigstes Werk) im Kreuzgang der Heiligen Severino und Sossio in Neapel zeigt. Eine andere Version der Madonna mit Kind und Geber, die sich heute im Museo Nazionale di Capodimonte in Neapel befindet, stammt aus der gleichen Zeit.

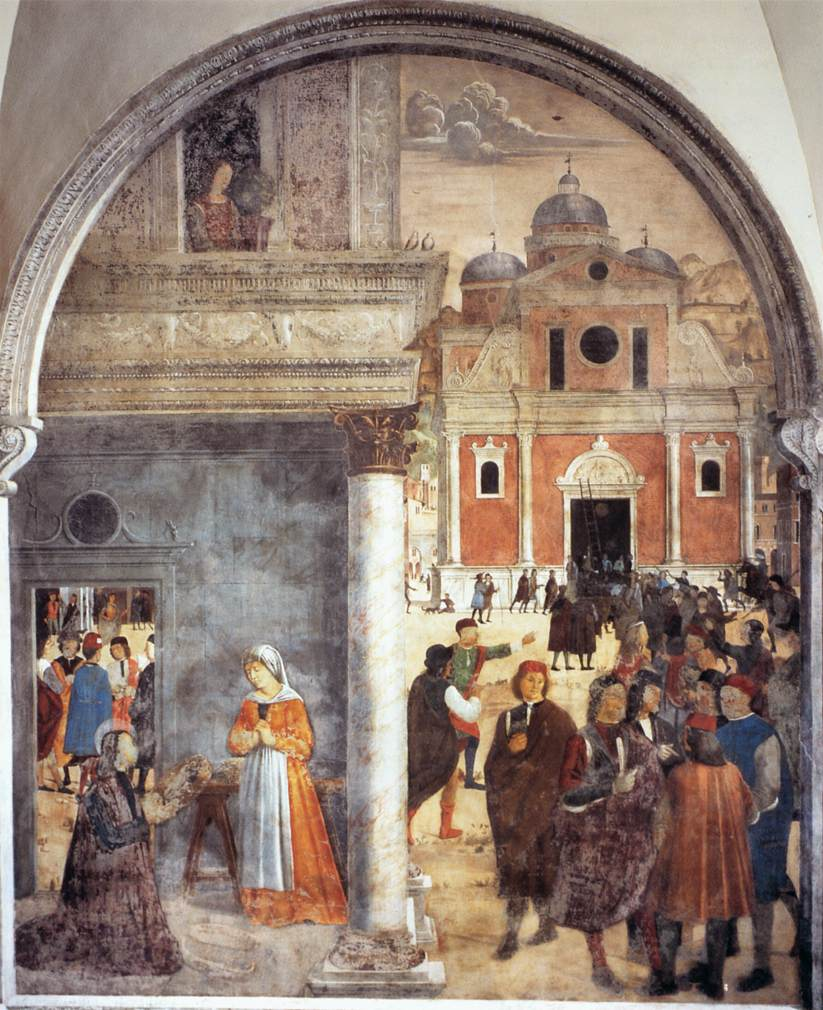
Antonio Solario, Szenen aus dem Leben des Heiligen Benedikt, 1502. Fresken im Kreuzgang von Santi Severino e Sossio in Neapel

Seine Werke werden manchmal mit denen seines Zeitgenossen Andrea Solario verwechselt, einem Mailänder Anhänger von Leonardo da Vinci, der ebenfalls in Venedig ausgebildet wurde.
Seine letzte Tätigkeit ist für das Jahr 1514 belegt. Er soll ein Schüler von Simone Papa il Vecchio gewesen sein.

### Werke
- Kopf des Heiligen Johannes des Täufers, 1490, Pinacoteca Ambrosiana, Mailand
- Madonna mit Kind und Johannes, Sammlung Leuchtenberg, St. Petersburg
- Madonna mit Kind und Schutzpatron, Nationalmuseum Neapel
- Madonna mit Kind und Heiligen, 1495, Karmin-Kirche in Fermo
- Thronende Madonna mit Kind und Heiligen, 1503, Öl auf Tafel, Basilika San Giuseppe da Copertino, Osimo
- Madonna mit Kind und den Heiligen Petrus und Franziskus, 1514, Pinacoteca del Castello Sforzesco, Mailand
- Madonna del Soccorso, Wallfahrtskirche von Beato Placido, Recanati
- Der heilige Franz von Assisi empfängt die Stigmata, Museo provinciale campano, Capua
- Fresko der Madonna, die das Kind anbetet (zugeschrieben), aus der Kathedrale von Chieti, Museo d’arte Costantino Barbella, Chieti
- Madonna und Kind mit Heiligen, bekannt als Madonna von Atri, aus der Basilika Santa Maria Assunta von Atri, Museo Capitolare von Atri.